# Korallhavet

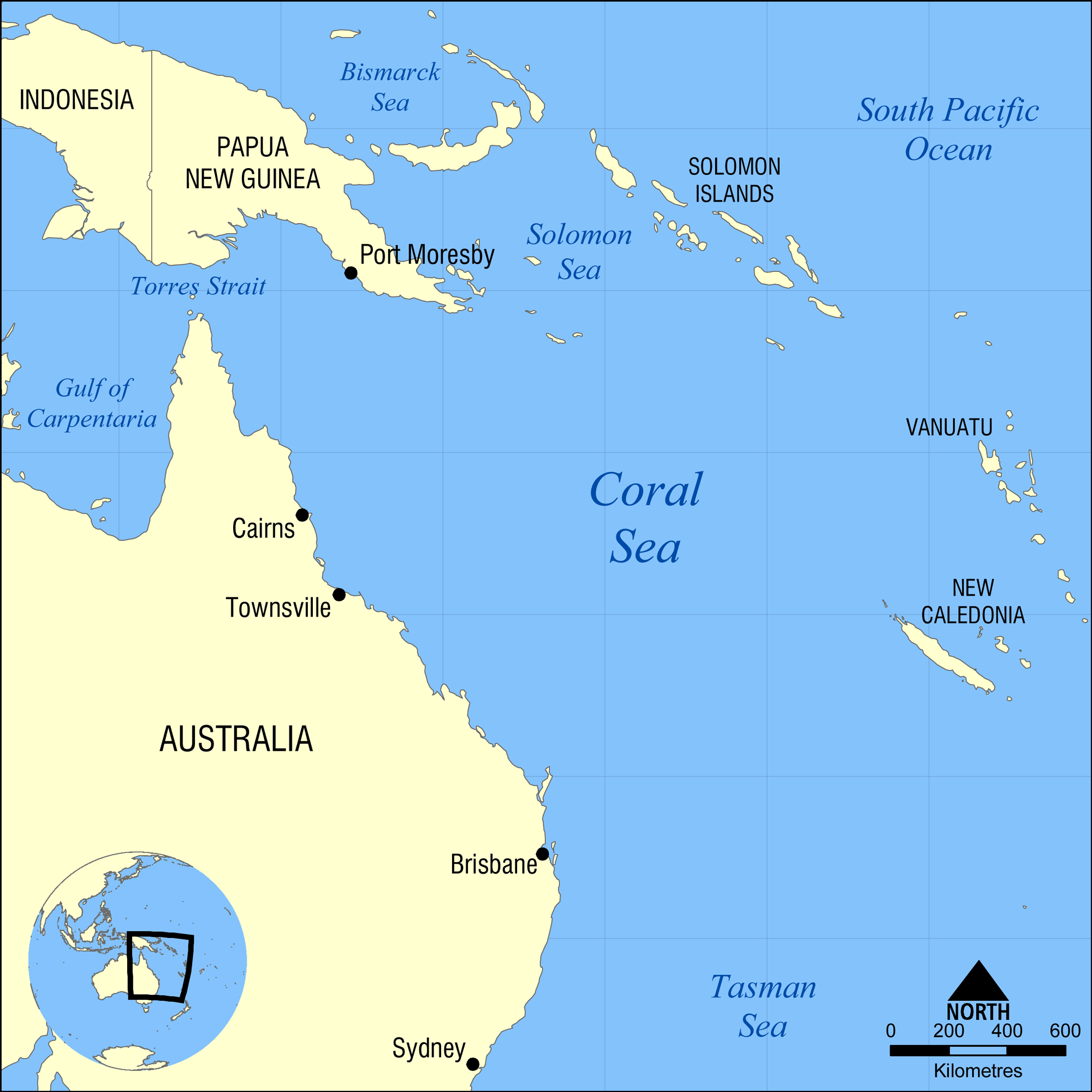
Karta över Korallhavet (Coral Sea).

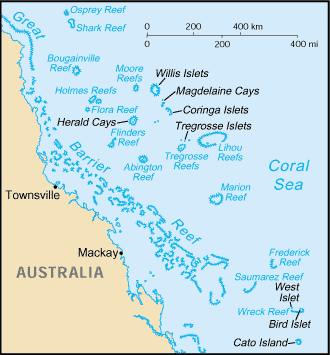
Karta över öarna i Korallhavet.

Korallhavet är ett randhav som är en del av Stilla havet beläget mellan Australien, Nya Guinea, Salomonöarna och Nya Kaledonien. Namnet har den huvudsakligen fått från Stora barriärrevet som ligger här och är världens största korallrev. I Korallhavet ligger några öar som utgör det australiska territoriet Korallhavsöarna. Under andra världskriget utspelades slaget om Korallhavet här.